# Myiopharus macella
Myiopharus macella là một loài ruồi trong họ Tachinidae.